# NGC 6391
NGC 6391 (другие обозначения — MCG 10-25-49, ZWG 300.41, PGC 60358) — галактика в созвездии Дракон.
Этот объект входит в число перечисленных в оригинальной редакции «Нового общего каталога».